# Mauno Nurmi

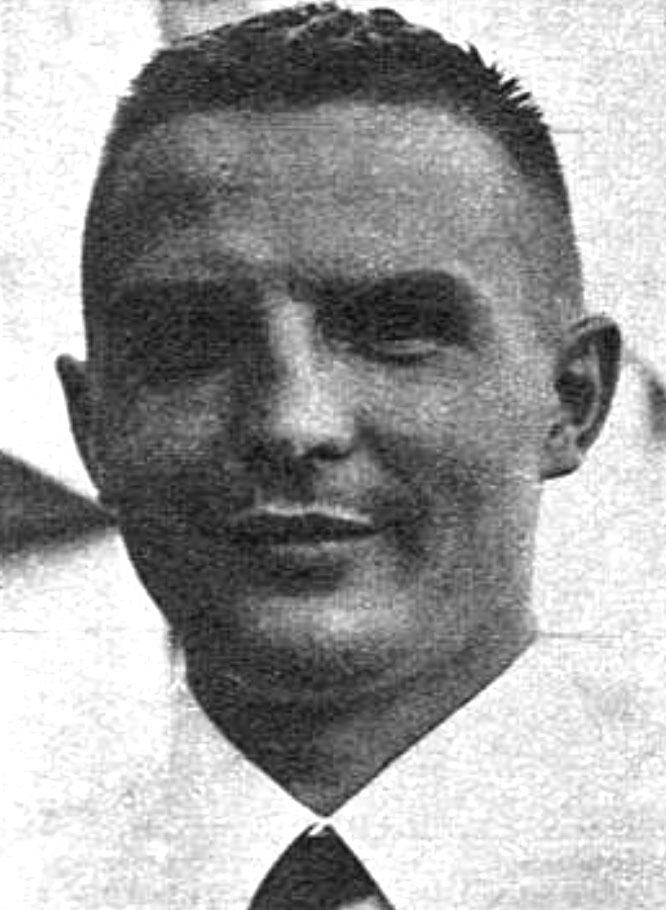
Imagem de Mauno Nurmi.

Mauno Nurmi (Turku, 23 de dezembro de 1936) é um futebolista finlandês.